# Pomona (bogini)
Pomona – nimfa uważana w wierzeniach rzymskich za boginię sadów, ogrodów i owoców. Jej miano wywodzi się wprost od łac. pōmŭm (owoc, drzewo owocowe).
Przypisywano jej związki z różnymi bóstwami polnymi i leśnymi, m.in. z Sylwanem, Pikusem i Wertumnusem. Niekiedy uważano za małżonkę mitycznego latyńskiego króla Pikusa, którego miłość do niej miała uchronić od czarów Kirke pragnącej przemienić go w dzięcioła
.
Według wersji przytoczonej przez Owidiusza w Metamorfozach (np. XIV, 623n), odrzuciła zaloty Sylena i Priapa, ostatecznie zostając małżonką Wertumnusa – bóstwa także związanego z urodzajem i przemianą pór roku.
Jej święto u Rzymian nosiło nazwę Pomonal, a kult miał własnego kapłana z kategorii mniejszych flaminów (flamen Pomonalis), który sprawował go w świętym gaju, również zwanym Pomonal, położonym przy drodze z Rzymu do Ostii.
W sztuce przedstawiana z rogiem obfitości bądź jako siedząca na koszu wypełnionym owocami i kwiatami, a w ręku trzymająca gałąź z jabłkami. Jej wyobrażenie z czasów rzymskich (tzw. Pomona z Uffizi) znajduje się we florenckiej Galerii Uffizi.
W sztuce późniejszych epok, od renesansu i baroku stała się częstym tematem w rzeźbie, zwłaszcza plenerowej (ogrodowej, parkowej), m.in. w Wersalu (np. posąg dłuta Étienne Le Hongre), Berlinie, Petersburgu. Akt Pomony w brązie, nawiązujący do form klasycznych, stworzył Aristide Maillol dla ogrodów w paryskich Tuileriach (1910).
Imię bogini nadano odkrytej w 1854 r. planetoidzie z pasa okrążającego Słońce.